# Clément Maymil
 (novembre 2023).
Si vous disposez d'ouvrages ou d'articles de référence ou si vous connaissez des sites web de qualité traitant du thème abordé ici, merci de compléter l'article en donnant les références utiles à sa vérifiabilité et en les liant à la section « Notes et références ».
 (novembre 2023).
Pas d'image ? Cliquez ici

a Compétitions nationales et continentales officielles uniquement.

Clément Maymil est un joueur français de rugby à XIII, formé à l'Union Treiziste Catalane, qui évolue au Palau Broncos XIII [Quand ?].